# Bharatpur (distrikt)
Bharatpur är ett distrikt i den indiska delstaten Rajasthan. Den administrativa huvudorten är staden Bharatpur. Distriktets befolkningen uppgick till 2 101 142 invånare vid folkräkningen 2001, på en yta av 5 066 km². I distriktet finns nationalparken Keoladeo, som sedan 1985 är ett världsarv. Bharatpur var tidigare en vasallstat i brittisk-indiska lydlandet Rajputana.

## Administrativ indelning
Distriktet är indelat i tio tehsil, en kommunliknande administrativ enhet:
- Bayana
- Bharatpur
- Deeg
- Kaman
- Kumher
- Nadbai
- Nagar
- Pahari
- Rupbas
- Weir

## Urbanisering
Distriktets urbaniseringsgrad uppgick till 19,46 % vid folkräkningen 2001. Den största staden är huvudorten Bharatpur. Ytterligare åtta samhällen har urban status:
- Bayana, Bhusawar, Deeg, Kaman, Kumher, Nadbai, Nagar, Weir